# Franz Wichelhaus
Franz Wichelhaus (* 13. Dezember 1924 in Dorsten; † 5. November 1993 in Mönchengladbach) war ein deutscher Fußballspieler. Der Defensivspieler hat von 1949 bis 1957 in der damals erstklassigen Fußball-Oberliga West insgesamt 180 Ligaspiele absolviert und fünf Tore erzielt.

## Laufbahn
Wichelhaus debütierte am 25. September 1949 beim Auswärtsspiel von STV Horst-Emscher bei Rot-Weiss Essen in der Oberliga West. Er spielte im damaligen WM-System beim 3:1-Erfolg der „Emscher-Husaren“ rechter Verteidiger und hatte es damit in den meisten Zweikämpfen mit dem RWE-Linksaußen Bernhard Termath zu tun gehabt. Am Rundenende belegte Horst-Emscher den vierten Rang und konnte damit an der Endrunde um die deutsche Fußballmeisterschaft teilnehmen. Am 21. Mai 1950 traf der West-Vierte in Worms auf den Süddeutschen Meister, die SpVgg Fürth. Die „Kleeblatt-Elf“ aus Franken trat mit dem torgefährlichen Innensturm mit Otto Brenzke, Horst Schade und Max Appis an und entschied das Spiel mit 3:2 Toren zu ihren Gunsten. Wichelhaus spielte rechter Außenläufer an der Seite von Mitspielern wie Heinz Flotho, Alfred Mikuda, Bernhard Klodt und Alfred Kelbassa. In seinem zweiten Oberligajahr bei der Elf aus dem Fürstenbergstadion, 1950/51, war er als Mittelläufer der Abwehrchef und absolvierte alle 30 Rundenspiele.
Zur Runde 1951/52 schloss sich Wichelhaus dem Oberligaaufsteiger Bayer 04 Leverkusen an. Neben dem neuen Trainer Franz Strehle fanden auch noch die weiteren Neuzugänge Fredy Mutz (Torhüter), Walter Nußbaum, Karl Habets und Fritz Tiede zur Elf vom Stadion am Stadtpark. Der ausgezeichnete Rundenstart wurde gekrönt durch den 2:0-Erfolg vor 35.000 Zuschauern am 4. November 1951 beim Lokalrivalen 1. FC Köln. Wichelhaus spielte dabei auf der Position des linken Außenläufers und seine Mannschaft belegte mit 14:6 Punkten den zweiten Platz. Auch in der Rückrunde gelang am 9. März 1952 ein 2:1-Erfolg gegen die von Spielertrainer Hennes Weisweiler als Mittelläufer angeführte „Geißbock-Elf“. Wichelhaus absolvierte alle 30 Rundenspiele (3 Tore) und Bayer belegte am Rundenende den sechsten Rang.
Zur Runde 1952/53 folgte die Station 1. FC Köln. Bei der Elf von Präsident Franz Kremer erlebte Wichelhaus unter Weisweiler-Nachfolger Helmut Schneider nach den ersten zehn Spielen mit 20:0 Punkten einen Traumstart. Danach kam er nur noch in vier weiteren Spielen gegen Leverkusen, Erkenschwick, Meidericher SV und dem Lokalrivalen Preußen Dellbrück zum Einsatz. An der Seite von Mitspielern wie Frans de Munck, Georg Gawliczek, Walter Müller, Josef Röhrig und Hans Schäfer absolvierte er beim Erreichen der Vizemeisterschaft 14 Spiele (1 Tor).
Ab der Saison 1953/54 spielte der studierte Zahnarzt bei Borussia Mönchengladbach. Die ersten zwei Runden unter Trainer Fritz Silken und von 1955 bis 1957 unter Trainer Klaus Dondorf. Nach der Saison 1956/57 stieg die Mannschaft vom Bökelbergstadion aus der Oberliga West in die 2. Liga ab. Das letzte Spiel in der Oberliga absolvierte der zumeist in der Läuferreihe aktive Spieler am 24. Februar 1957 bei einem 2:2-Heimremis gegen den SV Sodingen. Wichelhaus hat von 1953 bis 1957 für die Borussia 95 Oberligaspiele absolviert. Er hat in Mönchengladbach eine Zahnarztpraxis geführt und wurde am Niederrhein heimisch.